# Leagues Cup
La Leagues Cup es un torneo oficial de fútbol que enfrenta a clubes de la Major League Soccer y la Liga MX. La primera edición se llevó a cabo en julio de 2019, con la gran final disputada en septiembre del mismo año. Aunque inicialmente contaba con la aprobación de la Concacaf para disputarse, el torneo era considerado de carácter amistoso —según los estatutos de la FIFA— ya que no estaba organizado por dicha confederación.
A partir de la edición de 2023, la Leagues Cup ha sido reconocida como una competición oficial. Los equipos de la Liga MX y la MLS ahora tienen la oportunidad de clasificar a la Copa de Campeones de la Concacaf a través de este certamen. Con este nuevo formato, el torneo forma parte del nuevo ecosistema de competencias de Concacaf, y todos los clubes de ambas ligas participarán en él. En 2025, el torneo se contrajo para incluir solo a los 18 mejores clubes de la MLS y todos los clubes de la Liga MX.

## Historia
Después de la salida de los equipos mexicanos de la Copa Libertadores en 2016 por problemas de calendario con la Liga MX, se empezó a gestar la idea de estrechar lazos con la MLS, con la intención de generar más competencia internacional para los clubes de ambas ligas. En mayo de 2017, Gustavo Guzmán, operador deportivo de Grupo Salinas, confirmó la realización del torneo binacional. Primeramente se habló de que los equipos mexicanos que participarían en el futuro torneo serían aquellos que habían clasificado para la edición 2017 de la Copa Libertadores, pero se desconocía el criterio por el cual los equipos de la MLS serían elegidos.
En marzo de 2018, tras el anuncio de la Campeones Cup, se reportaba que el torneo binacional seguía en análisis mientras que ambos organismos definían su viabilidad. A principios de 2019 comenzaron a surgir reportes de que el torneo estaba a punto de concretarse y que las fechas en las que se llevaría a cabo estaban prácticamente definidas. El torneo fue oficialmente anunciado el día 29 de mayo de 2019.

## Sistema de competición
La edición 2019 de Leagues Cup contó con ocho clubes, cuatro de cada liga, en un torneo de eliminación directa. Todos los partidos se celebraron en territorio estadounidense. Arrancó con los cuartos de final en julio en los estadios de los clubes de la MLS participantes. Las semifinales se disputaron en agosto en sedes que se determinaron según los resultados de los cuartos de final. La final de Leagues Cup se jugó en septiembre en Las Vegas. En esta edición, los cuatro clubes de la Liga MX se seleccionaron según resultados de competiciones recientes, mientras que los cuatro equipos de la MLS fueron invitados.
Para la edición de 2023 y 2024, ambas ligas suspenden sus competencias por un mes durante el verano y se cuenta con todos los clubes tanto de la MLS como de la Liga MX (47 equipos), teniendo por primera vez una fase de grupos para este torneo. Los grupos (15 con 3 equipos cada uno) están conformados por 2 equipos de ambas ligas en función a su rendimiento a lo largo del año anterior, mientras que el tercer equipo es sorteado en función a la proximidad geográfica; cada equipo disputa dos partidos y los dos mejores de cada grupo acceden a la ronda de eliminación directa a partido único, partiendo desde dieciseisavos de final. El ganador de la MLS Cup y el campeón de la Liga MX con mayor puntaje acumulado en los torneos Clausura y Apertura, juegan directamente la ronda de dieciseisavos de final sin disputar la fase de grupos. Todos los partidos son disputados en Estados Unidos y Canadá.
Para la edición 2025 , la Leagues Cup solo incluirá a 18 de los 30 equipos de la MLS (aquellos que se clasificaron para los playoffs de la MLS Cup en la mayoría de los casos), así como a todos los equipos de la Liga MX, para un total de 36 participantes. Los equipos de la MLS y la Liga MX se separarán en sus propios grupos separados de 18 y jugarán tres partidos contra equipos de la otra liga. Los cuatro mejores equipos de cada grupo avanzarán a la fase eliminatoria, donde se garantiza que los cuartos de final sean MLS vs Liga MX como en la fase de grupos. Todos los juegos se llevan a cabo nuevamente en Canadá y Estados Unidos, pero a diferencia de los últimos dos años, la competencia también se lleva a cabo durante las temporadas de la MLS y la Liga MX. 

## Historial
| Temporada           | Campeón                                                     | Resultado                                                   | Subcampeón                                                  | Tercer puesto / Semifinalistas                              | Tercer puesto / Semifinalistas                              | Tercer puesto / Semifinalistas                              | Sede Final                                                  |
| Ediciones amistosas | Ediciones amistosas                                         | Ediciones amistosas                                         | Ediciones amistosas                                         | Ediciones amistosas                                         | Ediciones amistosas                                         | Ediciones amistosas                                         | Ediciones amistosas                                         |
| ------------------- | ----------------------------------------------------------- | ----------------------------------------------------------- | ----------------------------------------------------------- | ----------------------------------------------------------- | ----------------------------------------------------------- | ----------------------------------------------------------- | ----------------------------------------------------------- |
| 2019                | Cruz Azul F. C.                                             | 2-1                                                         | C. F. Tigres UANL                                           | América y Los Angeles Galaxy1                               | América y Los Angeles Galaxy1                               | América y Los Angeles Galaxy1                               | Estadio Sam Boyd, Las Vegas                                 |
| 2020                | Cancelado por la Pandemia de COVID-19.                      | Cancelado por la Pandemia de COVID-19.                      | Cancelado por la Pandemia de COVID-19.                      | Cancelado por la Pandemia de COVID-19.                      | Cancelado por la Pandemia de COVID-19.                      | Cancelado por la Pandemia de COVID-19.                      | Cancelado por la Pandemia de COVID-19.                      |
| 2021                | Club León                                                   | 3-2                                                         | Seattle Sounders F. C.                                      | Santos Laguna y Pumas UNAM1                                 | Santos Laguna y Pumas UNAM1                                 | Santos Laguna y Pumas UNAM1                                 | Allegiant Stadium, Las Vegas                                |
| 2022                | No se disputó, fue reemplazado por la Leagues Cup Showcase. | No se disputó, fue reemplazado por la Leagues Cup Showcase. | No se disputó, fue reemplazado por la Leagues Cup Showcase. | No se disputó, fue reemplazado por la Leagues Cup Showcase. | No se disputó, fue reemplazado por la Leagues Cup Showcase. | No se disputó, fue reemplazado por la Leagues Cup Showcase. | No se disputó, fue reemplazado por la Leagues Cup Showcase. |
| Ediciones oficiales |                                                             |                                                             |                                                             |                                                             |                                                             |                                                             |                                                             |
| 2023                | Inter Miami C. F.                                           | 1-1 (10-9 pen.)                                             | Nashville S. C.                                             | Philadelphia Union                                          | 3-0                                                         | C. F. Monterrey                                             | Geodis Park, Nashville                                      |
| 2024                | Columbus Crew                                               | 3-1                                                         | Los Angeles F. C.                                           | Colorado Rapids                                             | 2-2 (3-1 pen.)                                              | Philadelphia Union                                          | Lower.com Field, Columbus                                   |

## Palmarés

### Campeonatos por equipo
Nota: indicados en cursiva los campeones en ediciones amistosas.
| Equipo                  | Títulos | Subtítulos | Años campeón | Años subcampeón |
| ----------------------- | ------- | ---------- | ------------ | --------------- |
| Cruz Azul F. C.         | 1       | –          | 2019         | –               |
| Club León               | 1       | –          | 2021         | –               |
| Inter Miami C. F.       | 1       | –          | 2023         | –               |
| Columbus Crew           | 1       | –          | 2024         | –               |
| C. F. Tigres de la UANL | –       | 1          | –            | 2019            |
| Seattle Sounders F. C.  | –       | 1          | –            | 2021            |
| Nashville S. C.         | –       | 1          | –            | 2023            |
| Los Angeles             | –       | 1          | –            | 2024            |

### Campeonatos por país
| País           | Títulos | Subtítulos | Clubes campeones                           |
| -------------- | ------- | ---------- | ------------------------------------------ |
| México         | 2       | 1          | Cruz Azul F. C. (1) y León (1).            |
| Estados Unidos | 2       | 3          | Inter Miami C. F. (1) y Columbus Crew (1). |

## Estadísticas

### Clasificación histórica
| Pos | Club                   | Part. | PJ | PG | PE | PP | GF | GC | DG  | Puntos |
| --- | ---------------------- | ----- | -- | -- | -- | -- | -- | -- | --- | ------ |
| 1   | Inter Miami C. F.      | 1     | 7  | 5  | 2  | 0  | 22 | 6  | +16 | 17     |
| 2   | C. F. Monterrey        | 1     | 7  | 5  | 0  | 2  | 12 | 9  | +3  | 15     |
| 3   | Philadelphia Union     | 1     | 7  | 4  | 2  | 1  | 15 | 8  | +7  | 14     |
| 4   | Nashville S. C.        | 2     | 8  | 3  | 4  | 1  | 19 | 12 | +7  | 13     |
| 5   | Club León              | 2     | 6  | 4  | 1  | 1  | 15 | 8  | +7  | 12     |
| 6   | C. D. Cruz Azul        | 2     | 6  | 3  | 2  | 1  | 8  | 4  | +4  | 11     |
| 7   | Club América           | 3     | 8  | 2  | 5  | 1  | 14 | 12 | +2  | 11     |
| 8   | Tigres UANL            | 3     | 8  | 3  | 2  | 3  | 8  | 10 | -2  | 11     |
| 9   | Deportivo Toluca F. C. | 1     | 4  | 3  | 1  | 0  | 14 | 7  | +7  | 10     |
| 10  | Atlas F. C.            | 2     | 4  | 3  | 1  | 0  | 6  | 3  | +3  | 10     |

### Tabla histórica de goleadores
Nota: Contabilizados los partidos y goles según actas oficiales. Resaltados jugadores activos y club actual. Se incluyen los goles de la Leagues Cup Showcase 2022